# Kemi Lala Akindoju
Kemi "Lala" Akindoju, née en 1987, est une actrice, et une productrice nigériane. Elle remporte en 2016 un Africa MagicTrailBrailzer Award pour son rôle dans l'adaptation cinématographique de Dazzling Mirage.

## Biographie
Akindoju est née le 8 mars 1987, dans une famille de 4 enfants. Elle est originaire de l'État d'Ondo. Elle effectue ses études secondaires au Queens College, à Lagos. Elle poursuit ensuite par l'étude de la gestion d'assurance à l'Université de Lagos. Elle obtient également un master de l'Université panafricaine, en étude des médias et de la communication.
Elle commence sa carrière d'actrice en 2005, alors qu'elle est encore étudiante, en jouant dans une pièce de théâtre intitulée All I want for Christmas. Elle a, depuis, joué dans 70 spectacles ou films,.
Cinq ans après ses débuts, en 2010, elle est nommée actrice de l'année au Future Awards 2010. En 2012, elle met en place l'Open Mic Theatre, un carrefour d'échanges pour les acteurs et un point d'entrée pour les nouveaux talents. Elle fait partie de l'équipe d'acteurs sélectionnés pour se produire au Théâtre Royal Stratford East dans le cadre des manifestations culturelles des Jeux olympiques de Londres 2012. Elle est membre de la faculté de la Lufodo Academy of Performing Arts  (LAPA), et y enseigne l'improvisation théâtrale. En mai 2013, elle produit Les Monologues du vagin, puis travaille comme directrice du casting et productrice associé sur une série télévisée nigériane, Gidi Up. Elle interprète également le rôle principal dans l'adaptation cinématographique de Dazzling Mirage, ce qui lui vaut en 2016 un Africa MagicTrailBrailzer Award. Elle dirige une société de productions nigeriane, The Make It Happen Productions, se consacrant à la mise en scène d'histoires africaines à travers le cinéma, la télévision et le théâtre.
Elle participe à la promotion du cinéma nigérian, et se rend ainsi à Paris en juin 2015 pour le Nollywood Week. Elle est également membre de la communauté des Global Shapers du Forum économique mondial. Elle a assisté notamment aux réunions de ce forum à Addis-Abeba, à Davos et aux États-Unis, manifestant ainsi son intérêt pour l'évolution du monde, au-delà de son rôle au sein de la communauté artistique nigériane.

## Filmographie

### Principaux films comme actrice
- 2013 : Alan Poza, comédie de Charles Novia,
- 2014 : Dazzling Mirage, dramatique de Tunde Kelani,
- 2015 : Fifty, une dramatique de Biyi Bandele,
- 2016 : The CEO, un thriller de Kunle Afolayan, avec également Angélique Kidjo[8],[9].
- 2016 : Suru L'ere, une comédie dramatique de Mildred Okwo[10],[11].
- 2017 : The Royal Hibiscus Hotel

## Prix et nominations
- 2010 : The Future Awards - Actrice de l'année
- 2016 : Africa Magic Viewers Choice Awards - Trailblazer Award
- 11th Africa Movie Academy Awards - Most Promising Actor